# 아포리아
아포리아(고대 그리스어: ᾰ̓πορῐ́ᾱ)는 그리스어다. 해결하기 어려운 문제, 난제와 모순을 의미한다. 원래는 '막다른 골목' 정도의 뜻으로 쓰인다. 그러나 이론을 발전시키기 위해서는 우선 문제점을 명확히 한다는 의미에서 아포리아의 발견을 중시하는 경우도 있다.

## 같이 보기
- 이율배반
- 인식
- 직관
- 사고 실험
- 제논의 역설